# Nínawa Daher
Nínawa Daher (Buenos Aires, 3 de outubro de 1979 - Buenos Aires, 9 de janeiro de 2011) foi uma advogada, jornalista e apresentadora de televisão da Argentina.
Presidiu a Juventud de FEARAB (Federación de Entidades Argentino Árabes) de Buenos Aires e ganhou o prêmio Faro de Oro na categoria de revelação jornalística da televisão de 2009, em Mar del Plata.
Nínawa Daher faleceu em um acidente de carro no bairro de Retiro, em Buenos Aires. Ela estava no carro com seu namorado, Alejandro Tomás Macipe, de 41 anos, que dirigia e ficou ferido no acidente, mas sobreviveu. O acidente aconteceu em uma área de operações marítimas, onde o BMW em que viajavam colidiu com um Peugeot 206 e, após vários capotamentos, chocou-se contra uma árvore, resultando na morte imediata de Daher.